# Alexandre Labadié
Pour les articles homonymes, voir Labadié.
Alexandre Labadié, né le 12 avril 1814 à Lézignan-Corbières (Aude) et mort le 2 janvier 1892 à Marseille (Bouches-du-Rhône), est un homme politique français.
Il est le frère aîné de Osmin Labadié, également homme politique.

## Biographie
Il s'établit vers l'âge de 20 ans négociant en draps à Marseille. Républicain opposé au gouvernement impérial, il devient membre de la commission municipale de Marseille dès 1848 puis conseiller municipal en 1865.
En 1870, il participe activement à la campagne contre le plébiscite de Napoléon III. Après la défaite de Sedan et la constitution du gouvernement de la Défense nationale le 4 septembre 1870, il exerce quelques semaines les fonctions de préfet des Bouches-du-Rhône et s'en démet le 24 septembre.
Il dirige alors un journal avec Henri Fouquier, La Vraie République et entre en 1871 au Conseil général des Bouches-du-Rhône dont il est élu président.
Ses positions politiques l'amenèrent à avoir des démêlés avec les préfets du département dont Jacques de Tracy en 1874. Le conflit avec ce dernier s'envenime au point de donner lieu à un échange épistolaire très vif entre Alexandre Labadié et le duc de Broglie alors ministre de l'Intérieur.
Battu en novembre 1874 aux municipales avec la liste de républicains qu'il conduisait, il démissionne de son mandat de conseiller général.
Poursuivi puis condamné au civil pour avoir fait arrêter l'ancien commissaire central de Marseille (lequel s'était suicidé en prison) durant son exercice de préfet, il se porte candidat aux sénatoriales du 30 janvier 1876 et y échoue.
Ensuite candidat aux législatives il est élu le 20 février suivant sous l'étiquette de la gauche républicaine.
Le 18 mai 1877, il fait partie des 363 parlementaires qui votent la motion de censure contre le duc de Broglie. Après la dissolution du parlement par Mac Mahon les nouvelles élections sont une victoire pour la gauche et il retrouve son siège.
Très vivement combattue par le parti radical sa nouvelle candidature à la députation échoue lors des élections du 21 août 1881. Ne s’avouant pas vaincu, pour autant, il fonda un parti républicain modéré qui porta son nom : les labadiéristes.

## Mandats effectués
- Conseiller général des Bouches-du-Rhône et président du Conseil général de 1871 à 1874
- Député des Bouches-du-Rhône, deuxième circonscription d'Aix-en-Provence, du 20 février 1876 au 25 juin 1877
- Député des Bouches-du-Rhône, deuxième circonscription d'Aix-en-Provence, du 14 octobre 1877 au 27 octobre 1881

## Sources
- « Alexandre Labadié », dans Adolphe Robert et Gaston Cougny, Dictionnaire des parlementaires français, Edgar Bourloton, 1889-1891 [détail de l’édition]